# Коњарник
Коњарник је део Београда, главног града Републике Србије. Простире се на територији општина Вождовац и Звездара, па је на тај начин подељен на Коњарник 1, Коњарник 2 и Коњарник 3 респективно. У његов састав улазе мања насеља као што су Рудо, Учитељско насеље, Денкова башта.

## Географија
Коњарник се налази на 4 km југоисточно од Теразија, а простире се 2 km дуж Устаничке улице. Са запада се граничи са Душановцем, са северозапада са Шумицама, на северу са Цветковом пијацом, на истоку са Малим Мокрим Лугом, а цела јужна граница пролази дуж ауто-пута Београд — Ниш који раздваја Коњарник од Медаковића III и Маринкове Баре.

## Историја
После Првог светског рата, бежећи из Русије, на делу Звездаре измећу улица Дескашеве и Мите Ружића населили су се Монголи (Калмици), пореклом са обала Каспијског језера, избеглице Руског грађанског рата који је избио након Октобарске револуције 1917. године. У Козарчевој улици су 1929. године изградили пагоду која је служила као будистички храм, а срушена је за време Другог светског рата, 1944. године. На подручју данашњег Коњарника напасали су своје радне коње, по чему је насеље добило име.

## Насеља

### Коњарник I
Најзападнији део Коњарника, смештен у општини Вождовац, између улица Устаничке на северу, аутопута Београд-Ниш на југу и Војислава Илића на истоку. Простире се у суседству Душановца на западу и граничи се са парком Шумице на северу и Маринковом баром на југу, преко аутопута. Подручје је, попут остатка Коњарника, карактеристично по великим стамбеним зградама правоугаоног облика. Један од главних центара београдске полиције, у Љермонтовљевој улици, налази се у суседству, па тако и нови стамбено-комерцијални комплекс КоШум и стамбена зграда Тестера, због своје цик-цак конструкције. Зелени, шумски појас дели насеље од аутопута.

### Коњарник II
Деоница Коњарника источно од улице Војислава Илића, са Устаничком као централном улицом. Поред многих великих стамбених зграда, има индустријску зону, дуж улица Војислава Илића и Мис Ирбијеве (фабрике "Прецизна механика", "Букуља", "Метал") и комерцијалне зоне у развоју дуж кружног тока "Ласте" аутобуске линије на раскрсници улица Устаничке и Војислава Илића.
Индустријски објекти и фабрике банкротирали су 2010. године, неки су срушени, а уместо њих се развио нови комерцијални кластер. Укључује супермаркет Супер Веро, отворен 2004. године, и супермаркет Лидл, отворен 2018. Такође у 2018. години започета је изградња пространог тржног центра на углу Војислава Илића и Мис Ирбијеве. Тржни центар, укупне површине од 130.000 m², отворен је 26. јуна 2020.  Назван "БЕО тржни центар", заузима парцелу некадашње фабрике "Прецизна Механика". На отварању је то био шести тржни центар у Београду, a по површини пода једнак је „Тржном центру Ушће“ као највећи у граду.

### Коњарник III
Део Коњарника северно и источно од завршног дела Устаничке улице. Има комерцијалне зоне дуж кружног тока аутобуске линије 17, 31 и тролејбуске линије 19. Два тржна центра, оба под називом „Коњарник“ (стари и нови, један преко пута другог), такође се налазе у Устаничкој.

### Учитељско насеље
Учитељско насеље (Учитељско насеље; „насеље учитеља“) налази се у централном делу Коњарника II, усредсређено на Учитељску улицу и кружни ток тролејбуске линије 21, источно од индустријске зоне. Такође и локација некадашњег будистичког храма. Стамбено подручје са 9.516 становника према попису из 2002. и 10.316 у 2011. години.
Учитељско насеље се налази на 3,5 км од трга Теразије и на само неколико метара од улице Булевар Краља Александра. Основна школа Ћирило и Методије је позната зграда и деца из комшилука тамо иду у школу. Главна веза са центром је тролејбуска линија 21. Ово је централни део општине Звездара, главна улица је Учитељска.

### Денкова башта
Денкова Башта је најновији додатак Коњарника и изграђена је половином 80-их и почетком 2000-их, дуж источне стране улице Војислава Илића. Простире се у Цветкову пијацу на северу. Комплекс неколико стамбених, степенасто уређених кругова зграда.

### Рудо
Рудо је комплекс од три велике зграде, свака са по 30 спратова, преко 100 метара висине, и зато деле 4. место на листи највиших зграда у Београду и Србији. Иако су званично именоване Рудо (по месту Рудо), зграде су познате као Источна капија Београда. Све три зграде су степенастог и троугластог облика, изграђене у кругу, тако да се увек визуелно чини да је једна између друге две. Зграде у стилу Рудо 1, Рудо 2 и Рудо 3, насељене су 1976. године, али никада у потпуности довршене, јер фасада није била завршена. Од 1990-их, због недостатка одржавања, зграде су биле познате по проблемима са лифтом и пумпама за воду. Реконструкција је започела у априлу 2008.